# خافيير منديز
خافيير منديز (بالإسبانية: Javier Méndez)‏ هو لاعب كرة قدم أوروغواني في مركز الوسط، ولد في 6 نوفمبر 1982 في مونتفيدو في الأوروغواي. لعب مع التانك سيلي ونادي بارانا ونادي رينتيستاس وسنترال إسبانيول وCerro Largo F.C. ‏ وأتليتيكو بروغريسو ‏ ونادي سيرو وسبورتيفو سيريتو.

## وصلات خارجية
- خافيير منديز على موقع قاعدة بيانات كرة القدم.إي يو (الإنجليزية)
- خافيير منديز على موقع Soccerway.com (الإنجليزية)